# Virgilio Costantini
Pour les articles homonymes, voir Costantini.
Virgilio Costantini, né le 26 mai 1882 à Cefalú et mort le 27 avril 1949, à Roquebrune-Cap-Martin, est un artiste peintre italien.

## Biographie
Il étudie à l'Académie des beaux-arts de Palerme, ou il est l’élève du sculpteur Mario Rutelli, puis du peintre Francesco Lojacono. Puis en 1898, il se perfectionne pendant une année à l'Académie des beaux-arts de Venise.
Il expose à Turin, puis Florence, vers 1905 puis il s’installe vers 1906 en France ou il est élève de Lucien Simon. Il résidera en France, principalement à Paris, à La Trinité-sur-Mer et à Roquebrune-Cap-Martin.
En 1908 il participe une première fois au Salon des indépendants et il se fait principalement connaître pour ses portraits de femmes, ses nus et ses paysages. Selon son premier biographe, Marcel Valotaire, son style est à rapprocher de John Singer Sargent et Anders Zorn.
Il s'installe à Londres, entre 1923 et 1925 ou il est professeur pour la Royal Academy.
À partir de 1923, il est membre du directoire du Fascio de Paris une organisation quasi-officielle du fascisme italien. 
Il participe à d'autres expositions dans les années 1930 principalement à Florence, Londres, Paris et Venise. Il n’expose plus après-guerre et semble se retirer, tout en continuant de peindre dans sa villa de Roquebrune-Cap-Martin.
Il est le père de deux fils, Gino et Paul-François. Gino sera le créateur du chantier naval  Costantini, à La Trinité-sur-Mer, et son petit-fils Gilles Costantini sera le créateur du Pen Duick II d'Éric Tabarly. 